# Ostwind (Reihe)
Ostwind ist eine Buch- und Filmreihe, die auf der Idee von Lea Schmidbauer und Kristina Magdalena Henn basiert. Die Geschichten drehen sich um das Pferd Ostwind, das auf dem fiktiven Gut Kaltenbach lebt. Zum seit 2013 bestehenden Ostwind-Franchise gehören neben den sechs Büchern und fünf Spielfilmen auch weitere Buchreihen, Hörspiele, Computerspiele und Magazine. International werden die Geschichten unter dem Namen Windstorm vermarktet.

## Entstehung
Henn und Schmidbauer arbeiteten schon vor der Ostwind-Reihe zusammen. Ihr erstes erfolgreiches Projekt war das Drehbuch für Groupies bleiben nicht zum Frühstück, das sie für SamFilm entwickelten. Schmidbauer erzählt, dass sie und Henn das Drehbuch für Ostwind schon 2009 fertigstellten, nachdem SamFilm einen Film über Pferde produzieren wollte. Ursprünglich sei auch geplant gewesen, den Film nicht fortzusetzen. Nach dem Erfolg der üblichen Buchfassung des Filmstoffes von Carola Wimmer setzten Schmidbauer und Henn die Reihe dann mit dem Buch Ostwind – Rückkehr nach Kaltenbach fort. Nachdem auch dieses unerwartet erfolgreich war, begann die Produktion für den Film Ostwind 2. Auch für diesen Film schrieben Schmidbauer und Henn das Drehbuch, danach folgte das dritte Buch Ostwind – Aufbruch nach Ora. Die weiteren Bücher und Drehbücher schrieb Schmidbauer alleine.

## Hintergrund
Ostwind ist in den Büchern ein Enkel der Stute Halla, die ihren schwer verletzten Reiter Hans Günter Winkler bei den Olympischen Reiterspielen von 1956 in Stockholm eigenständig durch den Parcours trug und gewann.

## Handlung
Hier ist die Handlung der jeweiligen Bücher zusammengefasst, im Anschluss sind die Unterschiede zu den Filmen aufgeführt. Eine Zusammenfassung der Handlung der Filme befindet sich in den jeweiligen Hauptartikeln.

### Ostwind – Zusammen sind wir frei
Mika verbringt ihre Sommerferien auf dem Pferdehof ihrer Großmutter, dem Gut Kaltenbach (Gedreht auf Gut Waitzrodt in Immenhausen). Dort freundet sie sich mit dem ungestümen und als gefährlich geltenden Hengst Ostwind an, den ihre Großmutter Maria Kaltenbach eigentlich verkaufen möchte. Mit der Hilfe des Reittrainers Kaan lernt sie, mit Ostwind umzugehen und auf ihm zu reiten. Bei einem Reitturnier möchte Mika ihrer Großmutter zeigen, zu welchen Leistungen Ostwind in der Lage ist, um ihn vor dem Verkauf zu retten. Als das Pferd durch Sabotage ausbricht, flieht Mika auf Ostwind aus Kaltenbach und reitet zum Feriencamp ihrer Freundin. Dort angekommen, erleiden beide einen Zusammenbruch. Mika versöhnt sich mit ihrer Familie, und Ostwind kann dem Abtransport entfliehen.
Da der erste Band gleichzeitig das Buch zum Film ist, gibt es hier keine Unterschiede.

### Ostwind – Aufbruch nach Ora
Mika weiß noch immer nicht genau, wonach sie im Leben sucht, und kehrt Gut Kaltenbach kurzerhand den Rücken. Zusammen mit ihrem Hengst Ostwind macht sie sich auf den Weg nach Andalusien, wo sie den sagenumwobenen Ort Ora finden möchte, wo Ostwind seine Wurzeln hat.
In Südspanien lernt Mika die selbstbewusste Samantha kennen, die ihrem Vater Pedro dabei hilft, den Pferdehof zu unterhalten. Pedro liegt jedoch seit Jahren im erbitterten Streit mit seiner Schwester Tara, die mit ihren Pferden lieber in Freiheit lebt, statt sie in Boxen zu sperren.
Als ein Konzern die unberührte Landschaft bedroht, hat Mika eine zündende Idee: Mit einem Pferderennen soll die legendäre Quelle von Ora gerettet werden. Mika lässt Ostwind schließlich in seiner Heimat bei Tara. Zurück auf Gut Kaltenbach entdeckt Mika, dass Ostwind vor ihrer Abreise Nachwuchs gezeugt hat, und nennt das Fohlen Ora.

### Ostwind – Auf der Suche nach Morgen
Mika kehrte allein nach Kaltenbach zurück, nachdem sie Ostwind am Schluss des dritten Teils in Andalusien die Freiheit geschenkt hatte. 34 bringt Ostwinds Fohlen, genannt Ora, zur Welt. Doch als Ora Hilfe braucht, kehrt auch Ostwind nach Kaltenbach zurück.
Der vierte Teil der Buchreihe wurde nicht verfilmt.

### Ostwind – Aris Ankunft
Da das vierte Buch nicht verfilmt wurde, gibt es deutlichere Unterschiede zwischen Buch und Film, um die erzählerischen Lücken zu schließen.

### Ostwind – Der große Orkan
Mika geht eine Weile nach Kanada. Ari rettet derweil ein paar Pferde vor einem Unfall und lernt dabei eine Pferde-Show so wie das berühmte aber eigentlich für Show-Auftritte zu alte Pferd Orkan kennen. Dieses sieht Ostwind sehr ähnlich. Der Betreiber der Show reißt sich, durch Aris Naivität ermöglicht, Ostwind unter den Nagel. Dieser muss dann gerettet werden und es stellt sich heraus, dass Orkan sein Vater ist.

## Figuren

### Menschliche Hauptfiguren

#### Mika Schwarz
Mika hat lange rote Haare. Elisabeth und Philipp sind ihre Eltern und Wissenschaftler, Maria Kaltenbach ihre Großmutter. Vor Beginn der Erzählung hat Mika ihre Ferien nie auf dem Gestüt ihrer Oma verbracht. Zu ihr hatte sie keinen Kontakt, da auch ihre Mutter, die Tochter von Maria Kaltenbach, keinen Kontakt mit ihr wollte. Erst im ersten Film trifft Mika nach langer Zeit wieder auf ihre Großmutter. Mika ist in Naturwissenschaften eher schlecht, muss deshalb die 7. Klasse wiederholen. Mika ist selbstbewusst und rebellisch. Ab Teil 2 ist sie mit Milan zusammen.

#### Samuel „Sam“ Kaan
Samuel wird von allen nur Sam genannt. Herr Kaan ist sein Opa. Er ist Stallbursche auf Gut Kaltenbach. Er ist mit Fanny zusammen.

#### Fanella „Fanny“ Schleicher
Fanny heißt eigentlich Fanella. Sie ist die beste Freundin von Mika. Im Gegensatz zu dieser kann sie nichts mit Pferden anfangen. Sie ist mit Sam zusammen.

#### Maria Kaltenbach
Maria ist die Besitzerin von Gut Kaltenbach. Elisabeth ist ihre Tochter, Mika ihre Enkelin. Seit einem Unfall kann sie nicht mehr reiten und humpelt. Sie ist Reitlehrerin, war früher aber eine sehr erfolgreiche Springreiterin (Olympiasieg). Dass ihre Tochter Elisabeth nicht ihre Begeisterung fürs Reiten zeigt, hat letztlich zu ihrer Entfremdung geführt.

#### Herr Kaan
Herr Kaan ist Reitlehrer auf Gut Kaltenbach. Sam ist sein Enkel.

#### Elisabeth & Philipp Schwarz
Elisabeth und Philipp sind die Eltern von Mika. Maria ist Elisabeths Mutter.

#### Tinka Anders
Tinka ist die Tochter vom Gutstierarzt Dr. Anders. Ihr Pferd Archibald ist auf Gut Kaltenbach untergebracht.

#### Milan
Milan taucht im zweiten Band auf. Er ist mit Mika zusammen.

#### Arielle „Ari“
Ari, die eigentlich Arielle heißt, taucht im vierten Band auf. Sie ist Pflegekind auf Gut Kaltenbach.

### Tierische Hauptfiguren

#### Ostwind
Ostwind ist die tierische Hauptfigur. Er ist ein schwarzer Hengst, gehört Mika und Ari und ist der Vater von Ora. Er ist der Sohn von Calima und Orkan.

#### 34
34 hieß früher 33 und ist von Milan und Mika vor dem Abdecker gerettet worden. Sie ist eine Schimmelstute, gehört Milan und ist die Mutter von Ora.

#### Ora
Ora ist das Fohlen von Ostwind und 34. Sie ist ebenfalls schwarz und hat auch eine weiße Blesse.

#### Archibald
Archibald ist ein Schecke. Er gehört Tinka.

#### Orkan
Orkan ist ein schwarzer Hengst und der Vater von Ostwind. Er ist ein berühmtes Showpferd und gehört zur Pferdeshow Equileus. Er taucht erst im letzten Band auf.

## Bücher

### Ostwind-Reihe
1. Carola Wimmer: Ostwind – Zusammen sind wir frei. 2013
2. Kristina Magdalena Henn und Lea Schmidbauer: Ostwind – Rückkehr nach Kaltenbach. 2014 (auch erschienen als: Ostwind 2 – Das Buch zum Film. 2015)
3. Kristina Magdalena Henn und Lea Schmidbauer: Ostwind – Aufbruch nach Ora. 2015
4. Lea Schmidbauer: Ostwind – Auf der Suche nach Morgen. 2016
5. Lea Schmidbauer: Ostwind – Aris Ankunft. 2017
6. Lea Schmidbauer: Ostwind – Der große Orkan. 2018
7. Lea Schmidbauer: Ostwind – Wie es begann. 2021

### Ostwind für Erstleser-Reihe
1. Thilo Petry-Lassak: Ostwind – Für immer Freunde. 2019
2. Thilo Petry-Lassak: Ostwind – Die rettende Idee. 2019
3. Thilo Petry-Lassak: Ostwind – Das Turnier. 2019
4. Thilo Petry-Lassak: Ostwind – Weihnachten auf Kaltenbach. 2019
5. Thilo Petry-Lassak: Ostwind – Mikas großer Auftritt. 2020
6. Thilo Petry-Lassak: Ostwind – Eine zauberhafte Begegnung. 2020
7. Thilo Petry-Lassak: Ostwind – Das geheimnisvolle Brandzeichen. 2020
8. Thilo Petry-Lassak: Ostwind – Chaos auf dem Wintermarkt. 2020
9. Thilo Petry-Lassak: Ostwind – Das Rennen von Ora. 2021
10. Thilo Petry-Lassak: Ostwind – Das gestohlene Fohlen. 2021
11. Thilo Petry-Lassak: Ostwind – Spukalarm im Pferdestall. 2021
12. Thilo Petry-Lassak: Ostwind – Weihnachten mit Hindernissen. 2021

### Ostwind Abenteuer-Reihe
1. Rosa Schwarz: Ostwind – Ein rätselhafter Unfall. 2021
2. Rosa Schwarz: Ostwind – Spuren im Wald. 2021

### Ostwind Sachbuch-Reihe
1. Almut Schmidt: Pferde verstehen mit Ostwind. 2017
2. Almut Schmidt: Entspannt reiten mit Ostwind. 2018

## Kinofilme

### Übersicht
| Titel                            | Kinostart        | Beteiligte                                                                     |
| -------------------------------- | ---------------- | ------------------------------------------------------------------------------ |
| Ostwind – Zusammen sind wir frei | 21. März 2013    | Drehbuch: Kristina Magdalena Henn und Lea Schmidbauer Regie: Katja von Garnier |
| Ostwind 2                        | 14. Mai 2015     | Drehbuch: Kristina Magdalena Henn und Lea Schmidbauer Regie: Katja von Garnier |
| Ostwind – Aufbruch nach Ora      | 27. Juli 2017    | Drehbuch: Lea Schmidbauer Regie: Katja von Garnier                             |
| Ostwind – Aris Ankunft           | 28. Februar 2019 | Drehbuch: Lea Schmidbauer Regie: Theresa von Eltz                              |
| Ostwind – Der große Orkan        | 29. Juli 2021    | Drehbuch und Regie: Lea Schmidbauer                                            |

### Besetzung
| Figur                      | Ostwind           | Ostwind 2         | Ostwind – Aufbruch nach Ora | Ostwind – Aris Ankunft | Ostwind – Der große Orkan |
| -------------------------- | ----------------- | ----------------- | --------------------------- | ---------------------- | ------------------------- |
| Mika Schwarz               | Hanna Binke       | Hanna Binke       | Hanna Binke                 | Hanna Binke            | Hanna Binke               |
| Samuel „Sam“ Kaan          | Marvin Linke      | Marvin Linke      | Marvin Linke                | Marvin Linke           | Marvin Linke              |
| Fanella „Fanny“ Schleicher | Amber Bongard     | Amber Bongard     | Amber Bongard               | Amber Bongard          | Amber Bongard             |
| Maria Kaltenbach           | Cornelia Froboess | Cornelia Froboess | Cornelia Froboess           | Cornelia Froboess      | Cornelia Froboess         |
| Herr Kaan                  | Tilo Prückner     | Tilo Prückner     | Tilo Prückner               | Tilo Prückner          | Tilo Prückner             |
| Tinka Anders               | Henriette Morawe  | Henriette Morawe  | Henriette Morawe            | Henriette Morawe       | Henriette Morawe          |
| Elisabeth Schwarz          | Nina Kronjäger    | Nina Kronjäger    |                             | Nina Kronjäger         |                           |
| Philipp Schwarz            | Jürgen Vogel      | Jürgen Vogel      |                             |                        |                           |
| Dr. Anders                 | Detlev Buck       |                   |                             | Detlev Buck            |                           |
| Michelle                   | Marla Menn        |                   |                             |                        |                           |
| Milan                      |                   | Jannis Niewöhner  | Jannis Niewöhner            |                        |                           |
| Leopold Sasse              |                   | Max Tidof         |                             |                        |                           |
| Hanns de Burgh             |                   | Walter Sittler    |                             |                        |                           |
| Samantha „Sam“             |                   |                   | Lea van Acken               |                        |                           |
| Tara                       |                   |                   | Nicolette Krebitz           |                        |                           |
| Pedro                      |                   |                   | Thomas Sarbacher            |                        |                           |
| Arielle „Ari“              |                   |                   |                             | Luna Paiano            | Luna Paiano               |
| Isabell Herburg            |                   |                   |                             | Lili Epply             |                           |
| Thordur Thorvaldson        |                   |                   |                             | Sabin Tambrea          |                           |
| Britta                     |                   |                   |                             | Meret Becker           |                           |
| Carlo                      |                   |                   |                             |                        | Matteo Miska              |
| Yiri                       |                   |                   |                             |                        | Gedeon Burkhard           |
| Nicolai                    |                   |                   |                             |                        | Nils Brunkhorst           |

## Computerspiele
- 2017 erschien mit „Ostwind – Das Spiel“ eine erste Umsetzung von Ostwind als Computerspiel. Darin erkunden die Spieler als Mika die Welt rund um Kaltenbach und kümmern sich um Ostwind.
- 2019 erschien mit „Ostwind – Aris Ankunft“ der zweite Teil der Spieleserie, in der Ari die Hauptfigur ist.

Durch spätere Updates wurden die Untertitel der Spiele geändert (betrifft auch die internationalen Versionen):
- 2017 „Ostwind – Das Spiel“ wurde zu „Ostwind: Beginn einer wunderbaren Freundschaft“
- 2019 „Ostwind – Aris Ankunft“ wurde zu „Ostwind: Ein unerwartetes Abenteuer“

Beide Spiele wurden vom deutschen Studio Aesir Interactive entwickelt, sie sind für Windows-PC, Playstation 4 und Nintendo Switch erhältlich.
- 2024: „Ostwind: Beginn einer wunderbaren Freundschaft – Remastered“ (Remastered in der Unreal Engine 5)